# Elmomorphus yongi
Elmomorphus yongi is een keversoort uit de familie ruighaarkevers (Dryopidae). De wetenschappelijke naam van de soort werd in 1992 gepubliceerd door Satô.